# مارینا آندز
مارینا آندز (فرانسوی: Marina Hands‎؛ زادهٔ ۱۰ ژانویهٔ ۱۹۷۵) هنرپیشه اهل فرانسه است. وی از سال ۱۹۹۶ میلادی تاکنون مشغول فعالیت بوده‌است.
از فیلم‌هایی که وی در آنها نقش داشته است می‌توان به لیدی چترلی، لباس غواصی و پروانه، تهاجم بربرها، وفاداری، پسر اشاره کرد.
وی همچنین برنده جوایزی همچون جایزه سزار بهترین بازیگر نقش اول زن و جایزه لومیر شده است.